# Murray Gell-Mann
Murray Gell-Mann, wym. [ˈmʌri ˈɡɛl ˈmæn] (ur. 15 września 1929 w Nowym Jorku, zm. 24 maja 2019 w Santa Fe) – amerykański fizyk teoretyk, noblista; teoretyk cząstek elementarnych i okazjonalny popularyzator. Profesor California Institute of Technology (Caltech) w Pasadenie oraz członek Narodowej Akademii Nauk (ang. National Academy of Sciences) w Waszyngtonie.
Gell-Mann wprowadził do fizyki cząstek nową liczbę kwantową: dziwność (S), niezależnie od Kazuhika Nishijimy (1953). Przewidział też istnienie nowej cząstki: hiperonu omega minus (Ω−) i wprowadził do opisu oddziaływań symetrię unitarną (1961). Następnie wysunął hipotezę istnienia kwarków, niezależnie od George’a Zweiga (1964), a także zaproponował ich przyjętą nazwę. W roku 1969 otrzymał Nagrodę Nobla za całościowy wkład i odkrycia dotyczące klasyfikacji cząstek elementarnych oraz oddziaływań między nimi.
Popularyzował fizykę przez książki, wywiady i publiczne wykłady.

## Życiorys

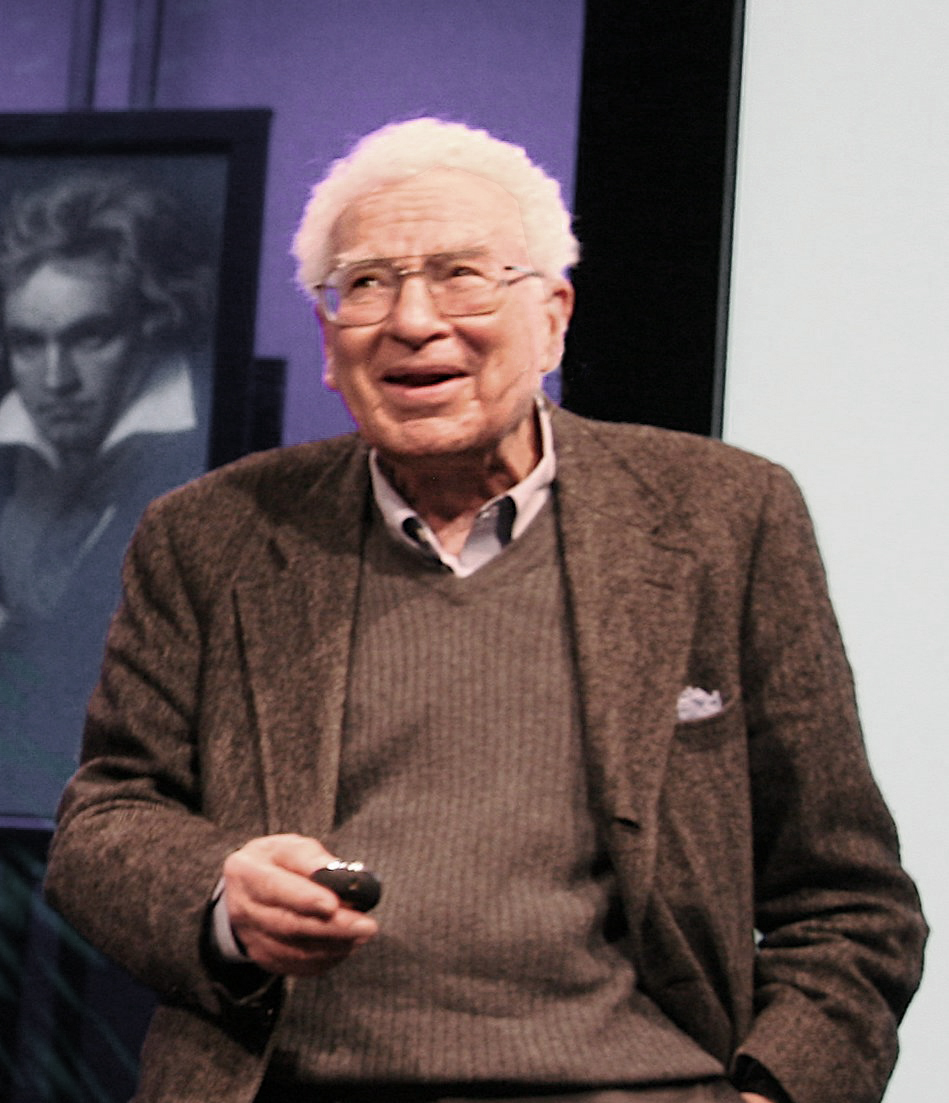
Gell-Mann w trakcie wykładu (2007)

Gell-Mann urodził się w nowojorskiej dzielnicy Lower East Side, tradycyjnie zamieszkiwanej przez imigrantów, w żydowskiej rodzinie przybyszów z Czerniowców. Jego nazwisko jest amerykańską adaptacją rosyjskiej wymowy (ros. Гельман, Gel’man) żydowskiego nazwiska Helman (jid. ‏העלמאַן‎).
Szybko okazał się zdolnym dzieckiem. Po ukończeniu z mianem prymusa najstarszej amerykańskiej prywatnej szkoły Columbia Grammar and Preparatory School, piętnastoletni Gell-Mann, kierując się młodzieńczą ciekawością i zamiłowaniem do przyrody, rozpoczął studia na Uniwersytecie Yale, które ukończył w 1948. W 1951 w Massachusetts Institute of Technology uzyskał stopień doktora fizyki. W wieku dwudziestu trzech lat Gell-Mann zaczął publikować prace dotyczące cząstek elementarnych, czym rozpoczął wielką i znamienną w skutkach rewolucję w dziedzinie fizyki.
Jego teoretyczne prace pomogły w zrozumieniu i sklasyfikowaniu, odkrytych w latach późniejszych, cząstek elementarnych nazwanych kaonami i hiperonami. Sklasyfikowanie tych cząstek doprowadziło do wysnucia pomysłu nowej liczby kwantowej, nazwanej dziwnością. Jednym z wielkich sukcesów fizyka jest także wzór Gell-Manna-Nishijimy, który został zaproponowany na podstawie wyników doświadczalnych, a następnie potwierdzony i wyjaśniony po wprowadzeniu teorii kwarków. Wiele aspektów dotyczących fizyki kaonów i hiperonów Gell-Mann wyjaśnił wspólnie z Abrahamem Paisem.
Praca Gell-Manna (i Kazuhika Nishijimy) przyniosła również efekt w 1961, a było to usystematyzowanie i sklasyfikowanie cząstek elementarnych, nazywanych hadronami (podobną statystykę w mniej więcej tym samym czasie zaprezentował Juwal Ne’eman). Obecnie pomocna w wyjaśnieniu tej klasyfikacji jest teoria istnienia kwarków.

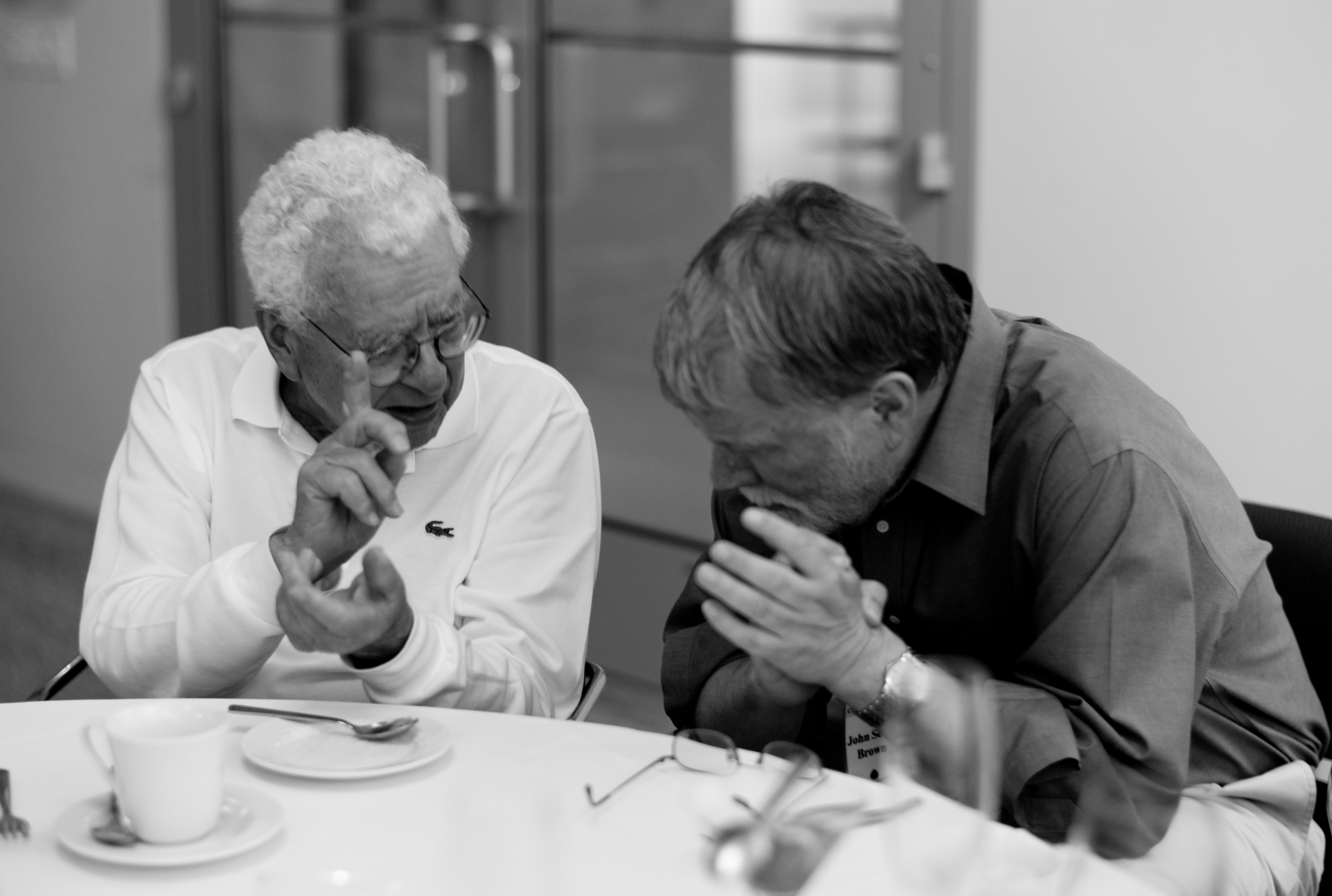
Gell-Mann i John Seely Brown (2007)

Stworzonej przez siebie klasyfikacji Gell-Mann nadał w 1961 nazwę „ścieżka ośmiokrotna”, a powodem tego było to, że w jego klasyfikacji było dokładnie osiem cząstek (w istocie taki sam schemat został zaproponowany w tym samym czasie niezależnie przez Yuvala Neemana z Imperial College w Londynie).
Gell-Mann i, niezależnie, George Zweig w 1964 wysunęli hipotezę istnienia kwarków, czyli cząstek, z których zbudowane są hadrony. Ostatecznie przyjęła się nazwa „kwarki”, którą zaproponował Gell-Mann (choć Zweig proponował własną: „asy”). Słowo quark wyczytał on w zdaniu Three quarks for Muster Mark! w powieści Finneganów tren autorstwa Jamesa Joyce’a. Teoria istnienia kwarków, choć na początku była niechętnie przyjmowana, została ostatecznie uznana.
W 1972 Gell-Mann, wraz z Haraldem Fritzschem, wprowadził nową liczbę kwantową nazwaną kolorem (lub ładunkiem kolorowym), a w latach późniejszych, wraz z Heinrichem Leutwylerem, zaprezentował pełną teorię chromodynamiki kwantowej QCD.

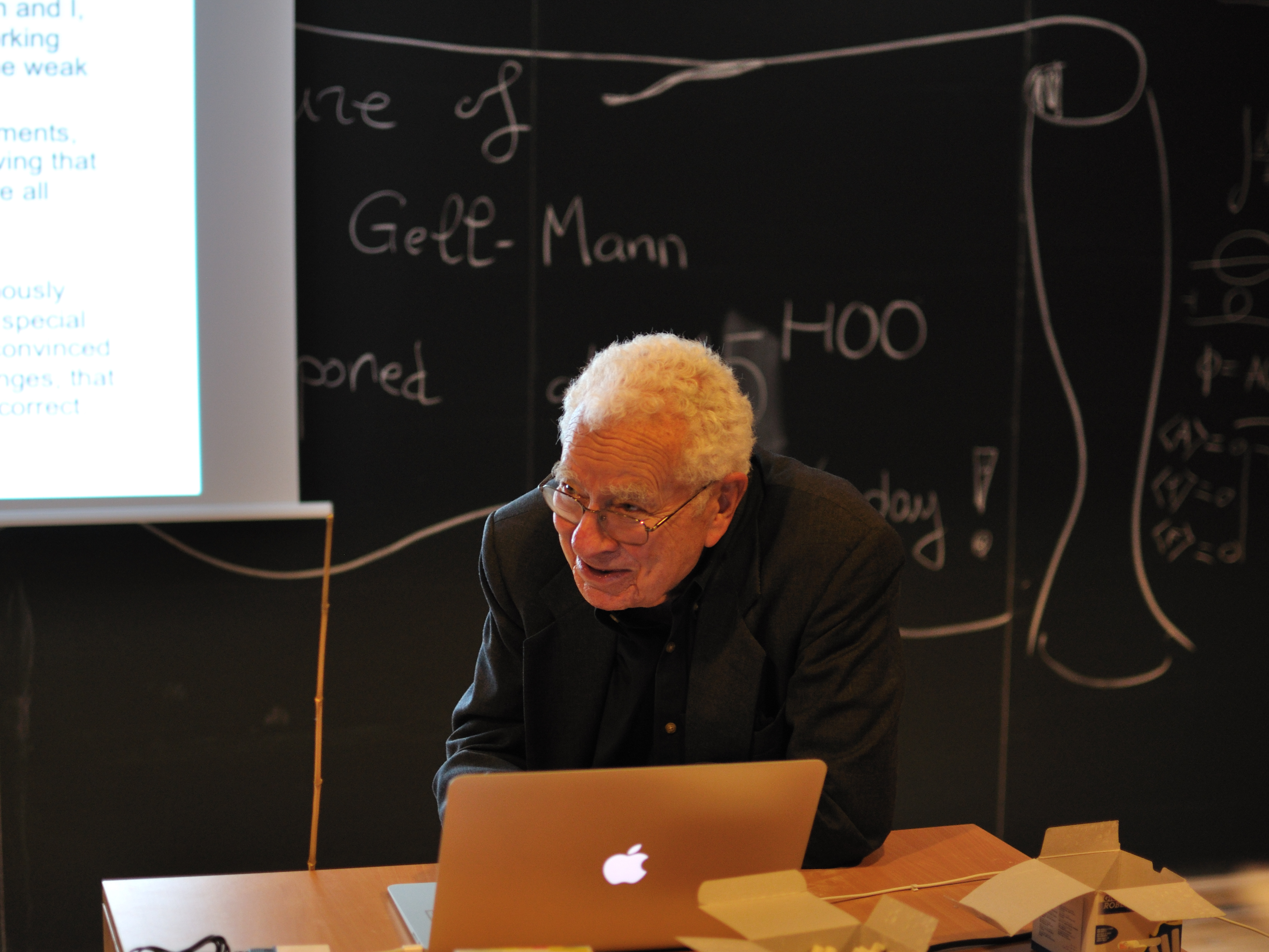
Gell-Mann we francuskim centrum organizacji ICRANet (Nicea, 2012)

Gell-Mann i pracujący z nim Richard Feynman jako pierwsi zaproponowali i wyjaśnili zasadę oddziaływania słabego w fizyce. Równolegle z nimi prace prowadziła konkurencyjna grupa badawcza kierowana przez George’a Sudarshana i Roberta Marshaka.
W latach 90. XX wieku Gell-Mann zajął się badaniami systemów złożonych. Wówczas był blisko związany z Instytutem Santa Fe. Owocem jego pracy i zainteresowania tym tematem była napisana przez niego książka popularnonaukowa The Quark and the Jaguar: Adventures in the Simple and the Complex (Kwark i jaguar: przygody z prostotą i złożonością).
Pisarz George Johnson napisał biografię Gell-Manna, zatytułowaną Strange Beauty: Murray Gell-Mann and the Revolution in 20th-Century Physics.
Murray Gell-Mann był również kolekcjonerem wschodnioazjatyckich antyków i zapalonym językoznawcą.

## Życie prywatne
Pierwsza żona: J. Margaret Dow (ślub 1955, rozwód 1981), druga żona: Marcia Southwick (ślub 1992).
Dzieci: Elizabeth Sarah Gell-Mann (ur. 1956), Nicholas Webster Gell-Mann (ur. 1963), pasierb Nicholas Southwick Levis (ur. 1978).

## Ważniejsze nagrody
- 1959: Dannie Heineman Prize for Mathematical Physics
- 1966: Nagroda Ernesta Orlando Lawrence’a
- 1967: Medal Franklina
- 1968: Medal Johna J. Carty’ego
- 1969: Nagroda Nobla
- 1990: Nagroda Erice